# Selo pri Žirovnici
Selo pri Žirovnici je naselje u slovenskoj Općini Žirovnici. Selo pri Žirovnici se nalazi u pokrajini Gorenjskoj i statističkoj regiji Gorenjskoj. 

## Stanovništvo
Prema popisu stanovništva iz 2002. godine naselje je imalo 294 stanovnika.